# دانشگاه اسلامی امام محمد بن سعود

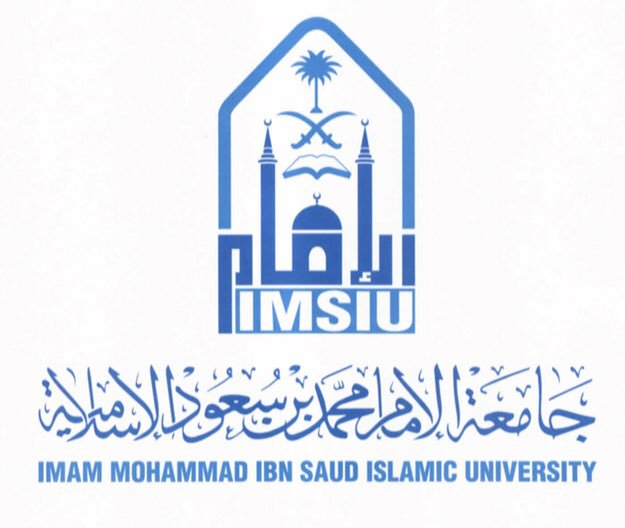
دانشگاه اسلامی امام محمد بن سعود

دانشگاه اسلامی امام محمد بن سعود (عربی: جامعة الإمام محمد بن سعود الإسلامية) دانشگاهی در ریاض، پایتخت عربستان سعودی است. این مکان سال ۱۹۵۳ برای آموزشگاه علوم دینی ساخته شد اما کم‌کم گسترش‌های ریشه‌ای یافت تا در تاریخ ۱۳۹۴ ه. ق برابر با ۱۹۷۴م، دانشگاه کوچکی شد. سنگ بناهای اصلی تا شبیه به دانشگاه کنونی شود در زمان پادشاهی خالد بن عبدالعزیز آل سعود در تاریخ ۵ ژانویه ۱۹۸۲ گذاشته شد سرانجام هم در سال ۱۹۹۰ به شیوهٔ کنونی آماده شد. این دانشگاه، ۶۵ آموزشگاه در داخل عربستان‌سعودی و  سه آموزشگاه در خارج از این  کشور  در کشورهای ژاپن، اندونزی، جیبوتی دارد.

## مدیران دانشگاه از زمان تاسیس
- عبدالعزیز بن محمد آل الشیخ - از زمان تأسیس تا ۱۳۹۶ (قمری).
- عبد الله بن عبدالمحسن الترکی - از ۱۳۹۶ تا ۱۴۱۴ (قمری).
- محمد بن عبد الله العجلان - از ۱۴۱۴ تا ۱۴۱۸ (قمری).
- عبدالله بن یوسف الشبل - از ۱۴۱۸ تا ۱۴۱۹ (قمری).
- محمد بن سعد السالم - از ۱۴۱۹ تا ۱۴۲۸ (قمری).
- سلیمان ابا الخیل - از ۱۴۲۸ تا ۱۴۳۶ (قمری)